# Међународна година махунарки
Шездесет осма седница Генералне скупштине Уједињених нација 20. децембра 2013. је 2016. годину прогласила Међународном годином махунарки (енгл. International Year of Pulses) Организација за храну и пољопривреду (ФАО) Уједињених нација је номинована да прогласи годину за махунарке.  У махунарке се убрајају многобројне врсте поврћа чији је плод смештен у махуни.

## Сврха
ФАО је искористио Међународну годину махунарки да учини људе свеснијима нутритивне вриедности махунарки, њиховог доприноса одрживости и поузданије хране. Година је искоришћена да се олакша сарадња у оквиру система производње хране да се протеини у махунаркама боље користе. Он је промовисао производњу махунарки широм света, побољшао знање о плодореду и побољшао трговину махунаркама. 
Међународна година махунарки је 2016. године повећала јавну свест о нутритивним предностима махунарки као део одрживе производње хране која има за циљ сигурност хране и исхрану. Година је створила јединствену прилику да се подстакну везе у целом ланцу исхране које би боље искористиле протеине на бази махунарки, даљу глобалну производњу махунарки, боље искоришћење плодореда и решавање изазова у трговини махунаркама.   Исхрана је важан фактор који доприноси здрављу и болести. Већина земаља се суочава са проблемима у исхрани, од неухрањености и недостатака микронутријената до гојазности и болести повезаних са исхраном (као што су дијабетес типа 2 и одређене врсте рака), или мешавина ових. Махунарке су храна богата хранљивим материјама која као део здраве исхране може помоћи у борби против неухрањености како у развијеним тако иу земљама у развоју.
Организација Уједињених нација за храну и пољопривреду (ФАО) искористила је ову годину да помогне у подизању свести на глобалном нивоу о бројним предностима махунарки, као што су пасуљ, сочиво и леблебија. 
Генерална скупштина је 2019. године прогласила 10. фебруар за Светски дан пулса . 

## Важност махунарки
Махунарке су пасуљ и грашак који се беру суви. Примери су сочиво, сланутак, пинто пасуљ, грах и још много тога.
1. Махунарке пружају витални извор биљних протеина и аминокиселина за људе, чиме се осигурава сигурност хране .
2. Као део здраве исхране богате влакнима, махунарке се боре против гојазности.
3. Махунарке такође спречавају и помажу у лечењу хроничних болести као што су дијабетес, коронарна стања и рак.
4. Махунарке су важан извор биљних протеина за стоку.
5. Махунарке повлаче азот из ваздуха у земљиште, повећавајући плодност земљишта .
6. Махунарке користе мање воде од већине других протеинских усева, што их чини одрживим пољопривредним избором. [9]